# Ljetnikovac Racetini kod Okruga Donjeg
Ljetnikovac Racetini na Čiovu, područje Okruka Donjeg, općina Okruk, predstavlja zaštićeno kulturno dobro.

## Opis dobra
Ruševni ostaci ljetnikovca nalaze se u neposrednoj blizini mora, na sjeverozapadnoj strani otoka Čiova. Sastoje se od prizemlja i prvog kata. Na prednjoj strani prizemlja dva su kvadratna prozora jednostavnih kamenih okvira i ulazna pravokutna vrata. Na južnoj fasadi kuće u visini prizemlja, vidljiv je ovalni luk ispunjen prostorom koji ih nadsvođuje. Uz sjeverno pročelje kuće priljubljena je jednostavna obiteljska kapelica s ulaznim vratima na njenom istočnom pročelju. Krov je bio na dvije vode, na što ukazuje oblik preostalih trokutastih zabata. Ljetnikovac je građen jednostavno klesanim kamenim kvadrima. Ljetnikovac je sagrađen 1630.g.

## Zaštita
Pod oznakom Z-5068 zavedena je kao nepokretno kulturno dobro - pojedinačna, pravna statusa zaštićena kulturnog dobra, klasificirano kao "stambene građevine".